# Oniticellus namdaphaensis
Oniticellus namdaphaensis är en skalbaggsart som beskrevs av Biswas och Sankar Chatterjee 1985. Oniticellus namdaphaensis ingår i släktet Oniticellus och familjen bladhorningar. Inga underarter finns listade i Catalogue of Life.